# Anna Bella Geiger
Anna Bella Geiger ORB (Rio de Janeiro, 4 de abril de 1933) é artista plástica, escultora, pintora, gravadora, desenhista, artista intermídia e professora. Reside no Rio de Janeiro.

## Biografia
Anna Bella Geiger tem formação em língua e literatura anglo-germânicas. Inicia, na década de 1950, seus estudos artísticos no ateliê de Fayga Ostrower (1920 - 2001). Em 1954, viveu em Nova York nos Estados Unidos, onde frequentava as aulas de história da arte com Hannah Levy no The Metropolitan Museum of Art(MET) e, como ouvinte, cursos na New York University. Retorna ao Brasil no ano seguinte. Entre 1960 e 1965, participa do ateliê de gravura em metal do Museu de Arte Moderna do Rio de Janeiro(MAM-RJ), onde passa a lecionar três anos mais tarde.
Em 1969, novamente em Nova York, ministra aulas na Columbia University. Volta ao Rio de Janeiro em 1970. Em 1982, recebe bolsa da John Simon Guggenheim Memorial Foundation, em Nova York. Publica, com Fernando Cocchiarale (1951), o livro Abstracionismo Geométrico e Informal: a vanguarda brasileira nos anos cinquenta, em 1987. Sua obra é marcada pelo uso de diversas linguagens e a exploração de novos materiais e suportes. Nos anos 1970, sua produção tem caráter experimental: fotomontagem, fotogravura, xerox, vídeo e Super-8. Dedica-se também à pintura desde a década de 1980. A partir da década de 1990, emprega novos materiais e produz formas cartográficas vazadas em metal, dentro de caixas de ferro ou gavetas, preenchidas por encáustica. Suas obras situam-se no limite entre pintura, objeto e gravura.
Vinculado ao Abstracionismo informal, seu trabalho migra para uma figuração de base abstrata para, a seguir, assumir uma linguagem experimental.
Atualmente, leciona na Escola de Artes Visuais do Parque Lage. Parte de suas obras está publicada na revista eletrônica Confraria do Vento.

## Seu trabalho
Anna Bella Geiger ganhou sua relevância como uma pioneira na arte abstrata informal brasileira a partir da década de 50, com obras experimentais e inovadoras, cruzando dimensões e simbologias de ordens política e pessoal, corporal e conceitual, formal e estética. Geiger foi figura chave na exposição de arte abstrata no Brasil em Petrópolis(1953).
A partir de sua volta dos Estados Unidos nos anos 60, a artista se define dentro da arte abstrata, e se dedica a gravura, a partir de qual Anna Bella Geiger iniciou sua "fase visceral" de 1965 a 1968 com uma nova perspectiva. Seus trabalhos desta fase envolviam imagens que traziam a pesquisa da realidade orgânica mediante a representação fragmentada do corpo como referência a um possível mapa do microcosmo. Esse trabalho pode ser considerado o início de seu interesse cartográfico, o qual futuramente seria mais explorado pela artista.
Seu trabalho de interesse cartográfico tinha como foco questionar a limitação da noção sobre os diferentes territórios culturais baseados em fronteiras geográficas, como a problematização da existência de uma cultura brasileira comum a todos os brasileiros. Esses trabalhos se utilizavam majoritariamente do metal como material base.
A partir de 1972 Geiger começa a procurar novos meios de expressões se utilizando de meios experimentais dentro da fotografia com a criação de fotomontagem, fotogravura, xerox, vídeo e Super-8. Seu trabalho tocava em pontos de questões relativas à identidade e cultura nacional, ao local do artista na sociedade, à constituição do meio de arte no Brasil e sua posição no mundo, principalmente devido ao momento politico vivido na época. A artista também não abandonou seu interesse cartográfico, dessa vez se utilizando da nova perspectiva politica, social e cultural adquirida na década. Seu interesse cartográfico também reaparece nos anos 90.
Em 2023, Ana Bella Geiger participou da BIENALSUR (Bienal Internacional de Arte Contemporânea do Sul), integrando duas exposições coletivas. Sua obra foi apresentada em Entre nosotros y los otros: Juntos Aparte, na Casa de América, em Madri, Espanha, e em Rompecabezas, no MUNTREF Centro de Arte Contemporáneo y Museo de la Inmigración – sede Hotel de Inmigrantes, em Buenos Aires, Argentina.

## Prêmios
- 1963 – Medalha de ouro do XX Salão Paranaense de Belas Artes[7]
- 1968 – Prêmio de viagem aos EUA no VI Resumo de Arte do Jornal do Brasil[7]
- 1998 – Menção de Honra na VI Bienal Internacional de Cuenca, no Equador[8]

Condecorações
- 2006 – Admissão à Ordem de Rio Branco no grau de Oficial suplementar[9]